# 定済
定濟（じょうさい、承久2年（1220年）- 弘安5年10月3日（1282年11月4日））は、鎌倉時代前期から中期にかけての真言宗の僧。内大臣・土御門定通の子で、母は葉室光親の娘。

## 略歴
醍醐寺三宝院の憲深に師事にて出家。後に憲深より三宝院を譲られて同院を中興する。寛元元年（1243年）、三会を講じて、寛元2年（1244年）には法眼に叙せられた。寛元3年（1245年）、権少僧都に任ぜられる。宝治元年（1247年）、権大僧都に進み、建長5年（1253年）には法印に叙せられた。
建長8年（1256年）、実深の後を継いで醍醐寺座主に補任され、文永4年（1267年）東大寺別当となる。文永10年（1273年）、僧正に進み、弘安3年（1280年）には東寺長者、弘安4年（1281年）には大僧正に至った。また同年に勅命を受けて伊勢神宮に参り、蒙古降伏を祈祷した。弘安5年10月3日（1282年11月4日）、63歳で入寂。弟子に定勝・通海・定海などがある。